# Clotilde Essiane
Clotilde Essiane hay Junior  (sinh ngày 6 tháng 8 năm 1985)  là một võ sĩ người Cameroon, võ sĩ hỗn hợp và một cầu thủ bóng đá đã nghỉ hưu, hiện đang sống ở Johannesburg, Nam Phi.

## Sự nghiệp bóng đá

### Câu lạc bộ sự nghiệp
Essiane đã ghi 17 bàn cho câu lạc bộ TKC của Cameroon vào năm 2004. Vào tháng 10 năm 2006, cô đã được đăng ký làm cầu thủ cho câu lạc bộ Equatorial Guinean Las Vegas.

### Sự nghiệp quốc tế
Essiane sẽ chơi cho đội tuyển quốc gia Cameroon tại Giải vô địch nữ châu Phi 2004, nhưng cô đã bỏ lỡ nó do vết rách ở đùi trái. Hai năm sau, cô được Guinea Xích Đạo nhập tịch để chơi cho đội tuyển quốc gia.

#### Mục tiêu quốc tế
Tỉ số và kết quả Guinea Xích đạo được liệt kê trước
| Số | Ngày                     | Địa điểm                                      | Đối thủ                 | Ghi bàn | Kết quả | Cuộc thi                                |
| -- | ------------------------ | --------------------------------------------- | ----------------------- | ------- | ------- | --------------------------------------- |
| 1  | 28 tháng 10 năm 2006     | Oleh, đồng bằng, Nigeria                      | liên_kết=\|viền Nigeria | 2 Cẩu2  | 2 Lốc4  | Giải vô địch nữ châu Phi 2006           |
| 2  | Ngày 3 tháng 11 năm 2006 | Sân vận động thị trấn Oghara, Oghara, Nigeria | liên_kết=\|viền Algérie | 2 Cẩu2  | 3 trận3 | Giải vô địch nữ châu Phi 2006           |
| 3  | Ngày 3 tháng 11 năm 2006 | Sân vận động thị trấn Oghara, Oghara, Nigeria | liên_kết=\|viền Algérie | 3 ăn3   | 3 trận3 | Giải vô địch nữ châu Phi 2006           |
| 4  | Ngày 11 tháng 3 năm 2007 | Sân vận động Caledonia, Pretoria, Nam Phi     | liên_kết=\|viền Nam Phi | 1 C11   | 2 Lốc4  | Giải đấu trước Olympic Olympic CAF 2008 |
| 5  | Ngày 11 tháng 3 năm 2007 | Sân vận động Caledonia, Pretoria, Nam Phi     | liên_kết=\|viền Nam Phi | 2 Cẩu2  | 2 Lốc4  | Giải đấu trước Olympic Olympic CAF 2008 |

## Sự nghiệp võ tổng hợp
Năm 2016, Essiane đánh bại Bunmi Ojewole từ Nigeria và Rushda Mallick và Ansie Van Der Marwe, cả hai đều đến từ Nam Phi.

## Sự nghiệp quyền anh
Essiane đại diện cho Cameroon tại Đại hội Thể thao Khối thịnh vượng chung 2018 và cô là người cầm cờ tại Cuộc diễu hành của các Quốc gia trong lễ khai mạc. Cô đã thua Tammara Thibeault từ Canada trong trận tứ kết hạng trung của nữ.